# Gare de Fellering
Gare de Fellering – przystanek kolejowy w miejscowości Fellering, w departamencie Górny Ren, w regionie Grand Est, we Francji. Jest zarządzany przez SNCF i obsługiwany przez pociągi TER Grand Est.

## Położenie
Znajduje się na linii Lutterbach – Kruth, na km 28,43 między stacjami Wesserling i Oderen, na wysokości 446 m n.p.m.

## Linie kolejowe
- Linia Lutterbach – Kruth